# Amsonia longiflora
Amsonia longiflora är en oleanderväxtart som beskrevs av John Torrey. Amsonia longiflora ingår i släktet Amsonia och familjen oleanderväxter. Utöver nominatformen finns också underarten A. l. salpignantha.